# Holocausto (sacrifício)

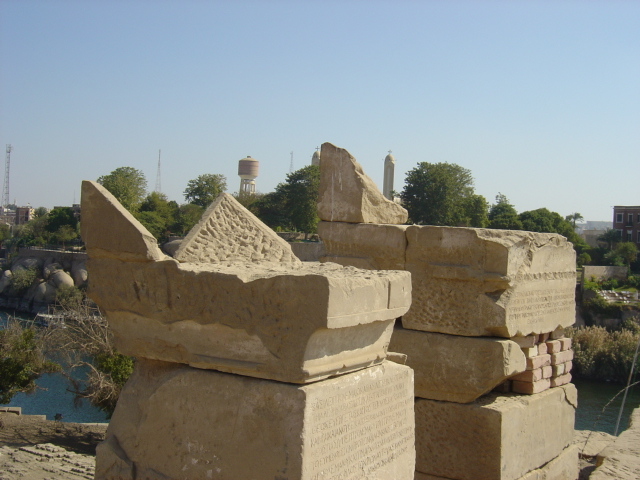
Altar de sacrifício no Egito.

Holocausto, ou oferta queimada, é um sacrifício animal que é completamente consumido pelo fogo como ritual bíblico.
A palavra deriva do grego clássico holocaustos (ὁλόκαυστος de ὅλος "todo" + καυστός "queimado"), que é usado apenas para uma das principais formas de sacrifício sagrado.

## Sacrifício judaico
Quando a Bíblia hebraica foi traduzida para o grego, como a Septuaginta, os tradutores usaram o termo holocausto para traduzir a "oferta queimada" (em hebraico: עלה, `olah - do verbo "fazer subir", portanto, "queimar").
Esta oferta, na qual nenhuma carne é deixada para ninguém, era vista como a maior forma de sacrifício permitida pelo judaísmo a ser oferecida no Templo pelos judeus  e não judeus.
Nos seus holocaustos, ofereciam os particulares um boi, um cordeiro e um cabrito; os dois últimos não haviam de ter mais de um ano, podia o boi ser de mais anos. Depois de degolados, borrifavam os sacrificadores com o sangue destas vítimas o altar, lavavam-nas muito bem, e as faziam em postas, e as salpicavam com sal, e as punham sobre o altar, em que já estava aceso o fogo. Também lavavam os pés e as entranhas dos ditos animais, e lançavam tudo no fogo, excepto as peles que ficavam para os sacrificadores.
Acredita-se que a oferta integral tenha evoluído como uma forma extrema da oferta de abate, em que o valor destinado à divindade aumentou para toda a oferta. Em ofertas de abate, a parcela destinada à divindade era principalmente a gordura, a parte que podia ser mais facilmente queimada (gordura é bastante combustível).